# Laelia formosana
Laelia formosana är en fjärilsart som beskrevs av Matsumura 1921. Laelia formosana ingår i släktet Laelia och familjen tofsspinnare. Inga underarter finns listade i Catalogue of Life.